# Đức Lương
Đức Lương là một xã ở phía tây nam của tỉnh Thái Nguyên, Việt Nam.

## Địa lý
Xã Đức Lương có vị trí địa lý:
- Phía đông giáp xã Hợp Thành và xã Phú Lương
- Phía tây giáp tỉnh Tuyên Quang và xã Phú Xuyên
- Phía nam giáp xã Phú Thịnh và xã Phú Lạc
- Phía bắc giáp xã Trung Hội và xã Bình Thành

Xã Đức Lương có diện tích 60,90 km², dân số năm 2025 là 13.181 người. Khu vực được định hướng là vùng phát triển nông – lâm nghiệp và dịch vụ; thu hút đầu tư phát triển rừng, chế biến lâm sản, nông nghiệp công nghệ cao gắn với bảo vệ môi trường; phát triển các làng nghề, làng văn hoá gắn kết với sản xuất nông nghiệp và phát triển du lịch cộng đồng. Hạ tầng giao thông của xã có tuyến tỉnh lộ 264 nối hai huyện Đại Từ - Định Hóa cũ.

## Lịch sử
Xã Đức Lương cũ và xã Phú Lạc lân cận trước đây là xã Vinh Quang, địa điểm thành lập trường đại học Sư phạm Việt Bắc vào năm 1966, tiền thân của trường Đại học Sư phạm thuộc Đại học Thái Nguyên hiện nay.
Tháng 6 năm 2025, xã Đức Lương được thành lập trên cơ sở nhập toàn bộ diện tích tự nhiên, quy mô dân số của xã Minh Tiến (diện tích tự nhiên 22,90 km2; dân số là 4.945 người); xã Đức Lương (diện tích tự nhiên 14,35 km²; dân số là 3.269 người); xã Phúc Lương (diện tích tự nhiên 23,65 km²; dân số là 4.967 người) của huyện Đại Từ. Trụ sở làm việc của xã nằm tại trụ sở xã Đức Lương cũ.

## Hành chính
Đến năm 2009, xã Đức Lương được chia thành 13 xóm: Nhất Quyết, Đất Đỏ, Đình Giữa, Non Đình, Na Muồng, Chùa Chinh, Đầu Cầu, Hữu Sào, Đồi, Rộc Mán, Tiền Phong, Cây Xoan, Thống Nhất. Năm 2019, sáp nhập xóm Rộc Mán vào xóm Tiền Phong, sáp nhập hai xóm Đồi và Chùa Chinh thành xóm Đồi Chinh, sáp nhập hai xóm Đầu Cầu và Hữu Sào thành xóm Cầu Sào, sáp nhập hai xóm Đất Đỏ và Nhất Quyết thành xóm Trại Vải, sáp nhập ba xóm Non Đình, Na Muồng, Đình Giữa thành xóm Trung Tâm.
Đến năm 2009, xã Phúc Lương được chia thành 17 xóm: Na Đon, Na Pài, Làng Mè, Cây Vải, Khuôn Thủng, Mặt Giăng, Bắc Máng, Na Khâm, Phúc Sơn, Hàm Rồng, Cây Tâm, Cây Ngái, Cây Thống, Cầu Tuất, Cỏ Rôm, Cây Hồng, Nhất Tâm. Năm 2019, sáp nhập ba xóm Na Đon, Na Pài, Làng Mè thành xóm Phúc Tiến, sáp nhập hai xóm Cây Vải và Khuôn Thủng thành xóm Đồng Tiến, sáp nhập hai xóm Mặt Giăng và Bắc Máng thành xóm Na Bán, sáp nhập hai xóm Na Khâm và Phúc Sơn thành xóm Na Sơn, sáp nhập ba xóm Hàm Rồng, Cây Tâm, Cây Ngái thành xóm Thành Long.
Đến năm 2009, xã Minh Tiến được chia thành 16 xóm: Lưu Quang 1, Lưu Quang 2, Lưu Quang 3, Lưu Quang 4, Lưu Quang 5, Hòa Tiến 1, Hòa Tiến 2, Hòa Tiến 3, Hòa Tiến 4, Tân Hợp 1, Tân Hợp 2, Tân Hợp 3, Tân Hợp 4, Tân Hợp 5 và Trung Tâm, Minh Hòa. Năm 2019, sáp nhập xóm Lưu Quang 3 vào xóm Lưu Quang 2, sáp nhập xóm Tân Hợp 1 vào xóm Trung Tâm, sáp nhập hai xóm Tân Hợp 2 và Tân Hợp 3 thành xóm Tân Hợp 1, sáp nhập hai xóm Tân Hợp 4 và Tân Hợp 5 thành xóm Tân Hợp 2, sáp nhập xóm Hòa Tiến 2 vào xóm Hòa Tiến 1, sáp nhập hai xóm Hòa Tiến 3 và Hòa Tiến 4 thành xóm Hòa Tiến 2.